# Gyrinophilus
Gyrinophilus là một chi động vật lưỡng cư trong họ Plethodontidae, thuộc bộ Caudata. Chi này có 4 loài và 75% bị đe dọa hoặc tuyệt chủng.